# Post-Telekom-Sportverein 1925 Aachen 2014-2015 (pallavolo femminile)
Questa voce raccoglie le informazioni riguardanti il Post-Telekom-Sportverein 1925 Aachen nelle competizioni ufficiali della stagione 2014-2015.

## Organigramma societario
Area direttiva
- Presidente: Sebastian Müller

Area tecnica
- Allenatore: Marek Rojko
- Allenatore in seconda: Manuel Hartmann
- Assistente allenatore: Kai Niklaus
- Scout man: Jan Lichte

Area sanitaria
- Medico: Dieter Lenzen
- Fisioterapista: Sarah Korr, Frank Tresemer

## Rosa
| N° | Nome               | Ruolo | Data di nascita  | Nazionalità sportiva |
| -- | ------------------ | ----- | ---------------- | -------------------- |
| 1  | Tatiana Crkoňová   | C     | 7 gennaio 1992   | Slovacchia           |
| 2  | Maja Burazer       | S/O   | 20 marzo 1988    | Croazia              |
| 5  | Ivona Svobodníková | C     | 1º aprile 1991   | Rep. Ceca            |
| 8  | Dora Grozer        | S     | 21 novembre 1995 | Germania             |
| 9  | Romana Staňková    | S/O   | 13 aprile 1991   | Rep. Ceca            |
| 11 | Simona Kóšová      | C     | 27 marzo 1992    | Slovacchia           |
| 12 | Marija Pucarević   | P     | 20 agosto 1990   | Serbia               |
| 13 | Karolína Bednářová | S     | 20 luglio 1986   | Rep. Ceca            |
| 14 | Dominika Valachová | L     | 4 giugno 1986    | Slovacchia           |
| 15 | Ron Ponte          | P     | 14 luglio 1988   | Israele              |
| 16 | Srna Marković      | S     | 6 giugno 1996    | Austria              |